# Pedro Enrique
Pedro Henrique Nunes (São Paulo, 22 de agosto de 1988) é um automobilista brasileiro.

## Carreira

### Fórmula 3 Sul-Americana
Pedro Henrique competiu no campeonato da Fórmula 3 Sul-Americana entre 2006 e 2008, terminando como vice-campeão em seu último ano na categoria.

### Fórmula Renault
Em 2006, Pedro Henrique também pilotou em corridas selecionadas da categoria brasileira de Fórmula Renault. Em 2007, ele pilotou em 20 corridas na Eurocopa de Fórmula Renault 2.0 e na Copa da Europa do Norte de Fórmula Renault 2.0 pela SL Formula Racing.

### Fórmula 3 Euroseries
Em 2009, ele se mudou para a Fórmula 3 Euroseries, disputando a categoria pela equipe Manor Motorsport, terminando em 27º no campeonato. Ele também apareceu como piloto convidado no Autódromo Internacional do Algarve em Portimão, na Fórmula 3 Britânica.

### GP3 Series
Em 2010, Pedro Enrique ingressou na GP3 Series, competindo pela ART Grand Prix. Ele se juntou a Esteban Gutiérrez e Alexander Rossi na equipe.
O piloto ficou na série para 2011 ao lado de Valtteri Bottas e James Calado até que ele foi substituído por Richie Stanaway na rodada de Spa devido ao baixo desempenho ao longo da temporada.